# Жавнерович, Михаил Кузьмич
Михаил Кузьмич Жавнерович (бел. Міхаiл Кузьміч Жаўняровіч 1919, Козуличи, Любоничская волость — 1987, Минск) — советский белорусский следователь по особо важным делам. Он был известен стопроцентной раскрываемостью дел, но в дальнейшем признан виновным в превышении должностных полномочий, сокрытии преступлений (изнасилований и убийств) и пытках. Жавнерович был амнистирован и поэтому не понёс наказания. Его известная цитата: «Каждый человек — преступник. Он ещё не совершил преступление, но может совершить!»

## Биография
Родился в деревне Казуличи (ныне Кировский район, Могилёвская область) БССР.
Ветеран Великой Отечественной войны и участник партизанского движения (рядовой). С 1944 года работал следователем по особо важным делам прокуратуры БССР. К 1960 году у него была репутация человека, раскрывающего все дела быстро и успешно. Жавнерович получил прозвище «Белорусский Мегрэ». Он вёл резонансные для советского общества дела: Мозырское дело (из-за сокрытия улик, применения пыток и психологического давления шесть человек оговорили себя и были признаны виновными в убийстве инспектора рыбоохраны и следователя прокуратуры в 1981 году; всех шестерых освободили после того, как в 1983 году нашлись настоящие убийцы инспектора и следователя) и дело «витебского душителя» — серийного убийцы, от рук которого погибли 36 девушек и женщин в Витебской области (преступником оказался Геннадий Михасевич, однако к моменту его ареста за его преступления были осуждены 14 невиновных, один из которых был казнён).
За 39 лет работы следователем получил много наград: в их числе орден Трудового Красного Знамени и орден Отечественной войны 1-й степени. Основывался следователь, в основном, на показаниях свидетелей, улики в делах игнорировались, когда это было необходимо, данные подтасовывались, свидетели запугивались, а подследственные под пытками и угрозами признавались в том, чего не совершали.
После поимки серийного убийцы Михасевича расследование деятельности МВД и Прокуратуры БССР выявило множественные преступления, защищая себя Жавнерович ссылался на то, что не имеет достаточного образования и  не компетентен для работы следователем. В результате Жавнерович был признан виновным в совершении всех инкриминируемых ему преступлений, однако в связи с амнистией в честь 70-летия Октябрьской революции уголовное дело в отношении него было прекращено, а сам следователь отправлен на пенсию с сохранением всех званий и наград. Свою вину Жавнерович так и не признал. Он умер в конце того же 1987 года, вскоре после отправки на пенсию.

## Мнения
Михал Кузьмич находил невиновного, но слабого человека, прятал его в тюрьму и угрозами, иногда побоями, добивался признательных показаний. А потом уже, по ходу дела, подсказывал обвиняемому детали убийства или изнасилования. Бригада следователей из Москвы, распутывая «витебское дело», вдруг обнаружила, что «лучший следователь республики» имеет интеллект колхозного пастуха, косноязычен настолько, что не может правильно выговорить двух слов подряд, что его знание уголовного кодекса равноценно знанию им устройства атомной бомбы.— Виктор Дашук